# مراقبة مدنية
مراقبة مدنية هي وحدات إدارية في تونس في عهد الاستعمار الفرنسي، وكان يعين عليها موظفون فرنسيون من خريجي المدرسة الوطنية للإدارة. ويقوم هؤلاء المراقبون المدنيون بمراقبة الإدارة المحلية التونسية. وخلافا للمناطق التي كانت تخضع للإدارة «المدنية» بوسط البلاد وشمالها، كانت المناطق الجنوبية تحت الحكم العسكري ولذلك كانت تسمى بمناطق التراب العسكري.